# Stefan Sipos
István Sipos, auch István Sipszky, eingedeutscht Stefan Sipos (* 7. Juni 1928 in Budapest; † 1987), war ein ungarischer Fußballspieler.

## Karriere

### Vereine

#### Ungarn
Sipos gehörte als 20-Jähriger dem Erstliganeuling Goldberger SE Budapest an, der am Saisonende 1948/49 aus der höchsten Spielklasse absteigen musste; nach der Saison in der Nemzeti Bajnokság II, verließ er den Verein.
Mit der Umstellung des Spieljahres auf das Kalenderjahr – in einem Teilnehmerfeld von nach wie vor 16 Mannschaften – wurde im zweiten Halbjahr 1950 eine Einfachrunde ausgetragen, in der Sipos für Honvéd Budapest jedoch nicht zum Einsatz kam – trotz errungener Meisterschaft. In der Spielzeit 1951 – nunmehr mit 14 Mannschaften – bestritt er alle 26 Saisonspiele, wobei er am 4. März 1951 (2. Spieltag), der 1. Spieltag wurde am 4. April 1951 nachgeholt, bei der 1:5-Niederlage seines neuen Vereins, den Erstliganeuling Szegedi Honvéd SE im Heimspiel gegen Honvéd Budapest, debütierte. Mit dem 4:1-Sieg im Heimspiel gegen den Budapesti Dózsa SE am letzten Spieltag der Spielzeit 1953, konnte er noch 72 weitere Punktspiele auf sich vereinen, sein einziges Erstligator gelang ihm am 16. März 1952 (4. Spieltag) beim 3:2-Sieg im Heimspiel gegen Győri Vasas mit dem Siegtreffer in der 69. Minute.
Im Spieljahr 1954 war er für Csepeli Vasas 22 Mal in der Nemzeti Bajnokság aktiv und im Spieljahr 1955 für den Ligakonkurrenten Szolnoki Légierő SE, dem Luftwaffen-Sportverein aus Szolnok. Für beide Vereine erzielte er ein Tor, Letzterer stieg am Saisonende als Liganeuling ab.

#### Deutschland und Schweiz
Aufgrund der politischen Unruhen in seinem Land nach Deutschland gelangt und zunächst ein Jahr als Spieler mit einer Spielsperre belegt, fand er sportlichen Anschluss beim VfR Heilbronn, der in der seinerzeit drittklassigen 1. Amateurliga Württemberg 1957/58 vertreten war.
In der Saison 1958/59 gehörte er dem Kader des FC Bayern München an, für den er 14 Punktspiele in der Oberliga Süd, der seinerzeit höchsten deutschen Spielklasse, bestritt und zwei Tore erzielte. 13 Begegnungen bestritt er in Folge (1. bis 13. Spieltag), wobei sein Debüt am 16. August 1958 mit dem 3:1-Erfolg im Auswärtsspiel gegen den FSV Frankfurt gelang. Bereits in seinem zweiten Punktspiel, bei der 2:4-Niederlage im Heimspiel gegen den VfR Mannheim, erzielte er mit dem Treffer zum 2:2-Ausgleich in der 57. Minute sein erstes Oberligator. Sein zweites gelang ihm am 7. September 1958 (4. Spieltag) im Stadion an der Grünwalder Straße beim 5:0-Sieg gegen den Karlsruher SC mit dem Treffer zum Endstand in der 85. Minute. Sein letztes Punktspiel für die Bayern bestritt er am 10. Mai 1959 (30. Spieltag) bei der 1:2-Niederlage im Auswärtsspiel gegen den SSV Reutlingen 05. Zur Saison 1959/60 wechselte er zum Ligakonkurrenten FSV Frankfurt, für den er sechs Saisonspiele bestritt.
Im Juli 1960 wurde er vom FC Young Fellows Zürich für die Saison 1960/61 verpflichtet. In der Nationalliga A, der seinerzeit höchsten Spielklasse im Schweizer Fussball, wurde er in fünf Punktspielen (3., 4., 5., 8- und 9. Spieltag) eingesetzt. Er debütierte am 4. September 1960 beim 4:0-Sieg im Auswärtsspiel gegen den FC Fribourg.

### Nationalmannschaft
Sipos kam am 4. Oktober 1953 zu seinem einzigen Länderspiel für die A-Nationalmannschaft; die in Sofia mit der Nationalmannschaft Bulgariens freundschaftlich ausgetragene Begegnung endete 1:1 unentschieden.

## Erfolge
- Ungarischer Meister 1950 (ohne Einsatz)

## Sonstiges
István Sipos, als Spielername auch Sipos I, war der ältere Bruder von Ferenc Sipos (1932–1997), der zwei Jahre nach ihm beim Goldberger SE Budapest begann und 1955 beim Luftwaffen-Sportverein Szolnoki Légierő SE gemeinsam mit ihm dort aktiv gewesen ist.